# Paradaemonia ruschii
Paradaemonia ruschii is een vlinder uit de familie van de nachtpauwogen (Saturniidae). De wetenschappelijke naam van de soort werd gepubliceerd door Edward George Last May en José Oiticica-Filho in 1943.